# Чарлз Остін Гарднер
Чарлз Остін Гарднер (англ. Charles Austin Gardner; 6 січня 1896 — 24 лютого 1970) — австралійський ботанік англійського походження.

## Коротка біографія
Чарлз Остін Гарднер народився 6 січня 1896 року у Ланкастері. У 1909 році з родиною переїхав до Західної Австралії. З дитинства цікавився ботанікою та мистецтвом. У 1920 році він був призначений на посаду ботанічного колектора Департаменту лісів. Наступного року він отримав посаду ботаніка у англ. Kimberley Exploration Expedition, в результаті чого з'явилася його перша ботанічна публікація Botanical Notes, Kimberley Division of Western Australia, у якій було описано двадцять нових видів. У 1924 році він був переведений до Департаменту сільського господарства, та після відомчої реорганізації у 1928 році він був призначений урядом на посаду ботаніка та куратора державного гербарію Західної Австралії.
У 1937 році він став першим Australian Botanical Liaison Officer у Королівських ботанічних садах в К'ю.
Описав 8 родів та близько 200 видів рослин.
Гарднер відійшов від справ у 1962 році, помер 24 лютого 1970 року у віці 74 років від діабету.
Власну ботанічну колекцію Гарднер заповів ордену бенедиктинців у місті New Norcia Західна Австралія, але у червні 1970 року вона була переведена до Державного Гербарію у Перт.

## Нагороди
- Медаль Королівського товариства Західної Австралії в 1949 році;
- Медаль Кларка Королівського товариства Нового Південного Уельсу в 1961 році.

## Окремі наукові роботи
- Botanical Notes, Kimberley Division of Western Australia, 1920
- Enumeratio Plantarum Australiae Occidentalis, 1930
- The Toxic Plants of Western Australia